# Olympische Jugend-Sommerspiele 2018/Teilnehmer (Haiti)
| Gelbes Symbol für Goldmedaillen mit stilisierten Olympischen Ringen | Graues Symbol für Silbermedaillen mit stilisierten Olympischen Ringen | Braundes Symbol für Bronzemedaillen mit stilisierten Olympischen Ringen |
| ------------------------------------------------------------------- | --------------------------------------------------------------------- | ----------------------------------------------------------------------- |
| —                                                                   | —                                                                     | —                                                                       |

Die Jugend-Olympiamannschaft aus Haiti für die III. Olympischen Jugend-Sommerspiele vom 6. bis 18. Oktober 2018 in Buenos Aires (Argentinien) bestand aus drei Athleten.

## Athleten nach Sportarten

### Leichtathletik
| Mädchen - Judelande Altidor 200 m: 19. Platz | Jungen - Guy Michel 100 m: 32. Platz |

### Reiten
- Mateo Coles
Springen Einzel: 13. Platz
Springen Mannschaft: Gold  (im Team Nordamerika)